# Anton Würz
Anton Hans Würz (* 14. Juli 1903 in München; † 1. Dezember 1995 ebenda) war ein deutscher Komponist und Musikwissenschaftler mit dem Forschungsschwerpunkt Operette.

## Leben
Würz war der Neffe des Musikredakteurs Richard Würz (1885–1965). Er studierte bei Adolf Sandberger an der LMU München und promovierte 1927 mit der Dissertation Franz Lachner als dramatischer Komponist. Er wirkte u. a. als Musikreferent an der Bayerischen Staatszeitung. Später wurde er vor allem als Lexikograph herangezogen und schrieb für die NDB diverse Artikel über Musiker und Komponisten. Zu seinen wichtigsten Veröffentlichungen zählt das 1936 erstmals erschienene und später oft überarbeitete Operetten-Lexikon.
Anton Würz schrieb für die Neue Zeitschrift für Musik und die NS-Zeitschrift Musik im Kriege. Zum 1. Mai 1933 trat er der NSDAP bei.
Bei der Verleihung des Schwabinger Kunstpreises im Jahre 1969 erhielt Anton Würz den Ehrenpreis. 
Würz’ Nachlass wird in der Bayerischen Staatsbibliothek verwahrt.

## Veröffentlichungen (Auswahl)
- Franz Lachner als dramatischer Komponist, Dissertation, Universität München, 1927.
- Vor 75 Jahren starb Carl Loewe, Musik im Kriege, Heft 1/2 April/Mai 1944, S. 21.
- Operette, in: Die Musik in Geschichte und Gegenwart, Bd. 10.
- Reclams Operettenführer. 24. Auflage. Reclam, Stuttgart 2011, ISBN 978-3-15-010834-5.